# IC 75
IC 75 је спирална галаксија у сазвјежђу Рибе која се налази на листи објеката дубоког неба у Индекс каталогу.
Деклинација објекта је + 10° 50' 14" а ректасцензија 1h 7m 11,5s. Привидна величина (магнитуда) објекта IC 75 износи 13,9 а фотографска магнитуда 14,7. IC 75 је још познат и под ознакама UGC 684, MCG 2-3-35, CGCG 435-43, PGC 3959.